# Irya Gmeyner
Irya Gmeyner   (Södertälje, 20 de març de 1972) és una cantant, compositora i productora musical sueca.

## Trajectòria
És filla de pares anglesos d'origen jueu i va créixer a cavall entre Anglaterra i Delsbo. Gmeyner va ser, des del 1996, líder del grup de música Urga, el qual barrejava influències musicals d'arreu del món i ella hi cantava en un llenguatge inventat. Urga va col·laborar amb la companyia de circ Cirkus Cirkör durant diversos anys. Gmeyner també va ser líder dels grups Irya's Playground i April Snow. Ha col·laborat amb artistes com Ane Brun, Tusse, Mapei Isak Danielson i Joy.
Juntament amb Martin Hederos escriu música per a cinema. El 2019 i el 2022, el duet va ser guardonat amb el premi Ria a la millor música per a les sèries de Sveriges Television Systrar 1968 i La fina línia blava. Als premis Guldbagge de 2023, van ser nominats a la millor banda sonora original per la música del llargmetratge Comedy Queen.